# معلقة امرئ القيس
معلقة امرئ القيس هي قصيدة للشاعر امرئ القيس الكندي الشهير بـ «الملك الضليل»، قالها في القرن السادس الميلادي وهي أشهر المعلقات، وتُصنّف بأنّها من أجود ما قيل في الشعر العربي، وهي منظومة على البحر الطويل، وقد اختلف الرواة في عدد أبياتها، فروى بعضهم أنها من 77 بيتًا وآخرون قالوا أنها: 81 بيتًا وآخرون قالوا أنها: 92 بيتًا.
تتضمن القصيدة عرضا لعدة حوادث مر بها الشاعر لذلك تتنقل القصيدة من الغرض الأساسي للقصيدة الذي هو الغزل إلى الوصف، لتشمل عدة مواضيع مثل الوقوف على الأطلال والغزل القصصي ووصف الفرس والليل ورحلة الصيد ومغامراته في ذلك كله.

## مؤلف القصيدة
امرؤ القيس هو حُندج بن حجر بن الحارث يكنى بأبي وهب وأبي الحارث، ويلقب بذي القروح والملك الضليل وأشهر لقب عرف به هو امرؤ القيس ومعناه الرجل الشديد والقيس هو صنم من أصنام الجاهلية. ولد في بني أسد من «قبيلة كندة» ولد في نجد في قبيلة كندة، نشأ مترفًا ميالًا للترف؛ كان أبوه حجر ملكًا على بني أسد وغطفان، وأمه هي فاطمة بنت ربيعة التغلبية أخت كليب والشاعر المهلهل التّغلِبِيَّيْن. تعلم الشعر منذ صغره من خاله المهلهل.